# 十三間町
十三間町（じゅうさんげんまち）は、石川県金沢市の町名。丁目を持たない単独町名であり、住居表示未実施区域。

## 歴史
十三間町の歴史は安土桃山時代に遡る。

## 小・中学校の学区
- 市立小・中学校に通う場合、学区は以下の通りとなる。
- 金沢市立犀桜小学校
- 金沢市立城南中学校

## 隣接区域
- 片町

## 交通

### バス
2016年3月に城下まち金沢周遊バスの十三間町バス停が廃止されて以降、町内にバス路線はない。